# Union Mills Football Club
L'Union Mills Football Club è una società calcistica di Union Mills, Isola di Man. Milita nella Premier League, la massima divisione del campionato nazionale.

## Palmarès

### Prima squadra

#### Campionato
- Division Two Champions (1): 2005-06

#### Coppe
- Paul Henry Gold Cup (2): 2004-05, 2005-06
- Woods Cup finalist (4): 1978-79